# Conselho Norte-Americano Presbiteriano e Reformado
O Conselho Norte-Americano Presbiteriano e Reformado - CNAPR (North American Presbyterian and Reformed Council), conhecido nos Estados Unidos e Canadá pela sigla NAPARC, é uma associação de várias igrejas presbiterianas e reformadas no Estados Unidos e Canadá.Tem atualmente uma reunião anual.
O NAPARC lista a Inerrância bíblica como base, juntamente com a Confissão de Fé de Westminster, a Confissão Belga, Catecismo Maior de Westminster, Breve Catecismo de  Westminster, Catecismo de Heidelberg, e os Cânones de Dort.

## História e Bases
A primeira reunião do CNAPR foi realizada em Beaver Falls, Pensilvânia, no outono de 1975, e contou com a Igreja Presbiteriana Ortodoxa (IPO), a Igreja Cristã Reformada na América do Norte (ICRAN), a Igreja Presbiteriana na América (IPA), a Igreja Presbiteriana Reformada da América do Norte (IPRAN) e da Igreja Presbiteriana Reformada - Sínodo Evangélico como seus membros fundadores. Com o tempo o CNAPR iria crescer para incluir 13 denominações Reformadas Continentais e Presbiterianas.
Em 1997, a Igreja Cristã Reformada na América do Norte foi suspensa como membro, em grande parte, com base na sua decisão de 1995 de admitir ordenação de mulheres como presbíteras (anciãs), ministração da palavra e dos sacramentos. Posteriormente, em 2001, a denominação foi excluída da organização.
Desde 1999, várias propostas de transformar o CNAPR em um sínodo que unificasse as denominações membro foram discutidos.
A 34ª reunião foi organizada pela Igreja Presbiteriana Ortodoxa no Seminário Teológico Presbiteriano Greenville em Taylors, Carolina do Sul, em 11 e 12 de novembro de 2008. A 35ª Reunião foi organizada pelas Congregações de Herança Reformada no Seminário Reformado Puritano em Grand Rapids, no Michigan, em 17 e 18 de novembro de 2009.
Em 2011, a 37.ª reunião debateu sobre as diferenças entre as denominações membros da organização, buscando uma unidade. Encorajou-se a discussão de uma eventual fusão entre as denominações. Esta foi chamada de Diálogo Eclesiástico Reformado (RED). Porém, tal projeto recebeu críticas por dar grande liberdade aos grupos integrados a esta possível denominação.
O Encontro de 2012 voltou relatar a busca por unidade das denominações. Novamente o plano foi criticado por alguns líderes, mas encorajada por outros. Foi proposto que a união das igrejas é algo ideal, mas que pode ser que as atuais igrejas não estejam ainda preparadas para isso.
Em 2019, a Igreja Presbiteriana Reformada Associada (EUA) questionou novamente sobre a fusão das denominações, alegando que o propósito do CNAPR deve ser avançar para a fusão.

## Finalidade e Função
A Constituição do CNAPR afirma que a base do Conselho é "Confessando Jesus Cristo como único Salvador e Soberano Senhor sobre toda a vida, afirmamos a base da comunhão de Igrejas Presbiterianas e Reformadas para ser completo compromisso com a Bíblia em sua totalidade como a Palavra de Deus escrita, sem erro em todas as suas partes e ao seu ensino, conforme estabelecido no Catecismo de Heidelberg, a Confissão Belga, os Cânones de Dort, a Confissão de Fé de Westminster, além dos Catecismos Maior e Breve de Westminster; e que adotada a base de comunhão, considerada como autorização para o estabelecimento de uma relação formal da natureza de um conselho, ou seja, uma fraternidade que permite que as igrejas constituintes para aconselhar, conselho e cooperar em vários assuntos uns com os outros, e oferecer um diante do outro a conveniência e necessidade de união orgânica de igrejas que são de fé e prática comum".
- Facilitar a discussão e consulta entre os organismos membros sobre essas questões e problemas que os dividem, bem como sobre aqueles que eles enfrentam em comum e pela partilha de conhecimentos "comunicar vantagens uns aos outros" (Institutos IV, 2,1).
- Promover a nomeação de comissões mistas para estudar questões de interesse e preocupação comuns.
- Exercer interesse mútuo na perpetuação, retenção e propagação da fé reformada.
- Promover a cooperação, sempre que possível e viável a nível local e denominacional em áreas como as missões, os esforços de socorro, escolas cristãs, e educação igreja.

## Possíveis fusões de membros
Em 1977, a Igreja Presbiteriana na América absorveu a Igreja Presbiteriana Reformada - Sínodo Evangélico, um dos membros fundadores do CNAPR. Desde então, o CNAPR rotineiramente debate sobre novas propostas de unificação de denominações.
Em 2008, as Igrejas Reformadas Unidas na América do Norte absorveram as Igrejas Cristãs Reformadas Ortodoxas na América do Norte.

### Igrejas Reformadas Canadenses e AmericanaseIgrejas Reformadas Unidas na América do Norte
As Igrejas Reformadas Canadenses e Americanas e as Igrejas Reformadas Unidas na América do Norte estão em diálogo sobre uma possível fusão desde a década de 2010. Em 2016, as duas denominações realizaram sínodos simultâneos, no mesmo local.

### Igreja Presbiteriana Reformada Associada (EUA)eIgreja Presbiteriana Reformada da América do Norte
A Igreja Presbiteriana Reformada Associada (EUA) foi formada pela união de dois grupos presbiterianos, que incluíam a maioria dos membros da Igreja Presbiteriana Reformada da América do Norte, em 1803.
A partir do estabelecimento do CNAPR, as duas denominações estabeleceram relacionamento. Em 2015 e 2019, as duas denominações realizaram sínodos simultâneos, no mesmo local e alguns membros questionaram sobre a possibilidade de uma fusão futura.

### Igrejas Reformadas Livres da América do NorteeCongregações de Herança Reformada
As Igrejas Reformadas Livres da América do Norte e as Congregações de Herança Reformada operam um seminário em conjunto desde 1995 e estão em diálogo sobre uma possível fusão. Em 2017, realizaram sínodos simultâneos, no mesmo local.

### Igreja Presbiteriana na AméricaeIgreja Presbiteriana Ortodoxa
A Igreja Presbiteriana na América e Igreja Presbiteriana Ortodoxa tentaram, em 1956 e em 1972, a fusão denominacional. Todavia, em cada uma das tentativas, a fusão não foi aprovada pelo quórum necessário nas respectivas assembleias de uma das denominações.

## Denominações Membros
| Denominação                                        | Número de congregações | Número de membros | Ano       |
| -------------------------------------------------- | ---------------------- | ----------------- | --------- |
| Igreja Presbiteriana Reformada Associada           | 260                    | 25.692            | 2023      |
| Igrejas Reformadas Canadenses e Americanas         | 76                     | 19.866            | 2022      |
| Igreja Reformada de Quebec                         | 5                      | 400               | 2018      |
| Igrejas Reformadas Livres da América do Norte      | 23                     | 5.420             | 2022      |
| Congregações de Herança Reformada                  | 10                     | 2.186             | 2022      |
| Igreja Presbiteriana Coreana Americana             | 650                    | 80.000            | 2023      |
| Igreja Presbiteriana Coreana na América (Kosin)    | 135                    | 10.300            | 2015      |
| Igreja Presbiteriana Ortodoxa                      | 341                    | 33.566            | 2024      |
| Igreja Presbiteriana na América                    | 1.964                  | 400.751           | 2024      |
| Igreja Reformada Presbiteriana                     | 7                      | 226               | 2018      |
| Igreja Reformada nos Estados Unidos                | 43                     | 3.340             | 2022      |
| Igrejas Reformadas Unidas na América do Norte      | 140                    | 25.004            | 2023      |
| Igreja Presbiteriana Reformada da América do Norte | 107                    | 7.581             | 2021      |
| Total                                              | 3.761                  | 614.332           | 2020-2024 |

## Denominações observadoras
| Denominação                                | Número de congregações | Número de membros |
| ------------------------------------------ | ---------------------- | ----------------- |
| Igrejas Protestantes Reformadas na América | 33                     | 8.716             |
| Igreja Presbiteriana Bíblica               | 27                     | 3.528             |